# 프리티비
프리티비 (산스크리트어: पृथ्वी, Pṛthvī, 또한 पृथिवी, Pṛthivī, "광대한 자", 또한 프리티비 마타로 렌더링됨)는 산스크리트어로 지구를 의미하며, 힌두교에서 지구를 의인화한 여신의 이름이다. 프리티 여신은 전형적인 어머니 여신이자 브라만교에서 가장 중요한 여신 중 한 명이다.
그녀는 베다에서 안정적이고 비옥하며 자비로운 존재로 묘사된다. 그녀는 자주 어머니로 불리며, 광대하고 단단한 자신에게 사는 모든 존재에게 영양을 공급하는 양육적이고 너그러운 여신으로 묘사된다. 리그베다는 주로 그녀를 디아우스('아버지 하늘')와 연관시키지만, 아타르바베다와 이후의 경전들은 그녀를 독립적인 신으로 묘사한다.
고전 힌두교에서 프리티비의 형상은 부미 여신으로 대체되며, 프리티비라는 용어는 그녀의 별칭 중 하나로 사용된다. 그녀는 이후 힌두교에서 가장 중요한 신 중 하나인 비슈누와 그의 아바타인 바라하 및 프리투와 중요한 연관성을 갖게 된다.
힌두교 외에도 프리티비는 불교에서 중요한 위치를 차지하며, 지구가 모든 생명에 제공하는 광대함과 지지력을 상징한다. 불교 전통에서 그녀의 등장은 석가모니의 깨달음의 순간과 관련이 있으며, 그녀는 불교 신화에서 최초의 여신으로 간주된다.

## 어원 및 별칭

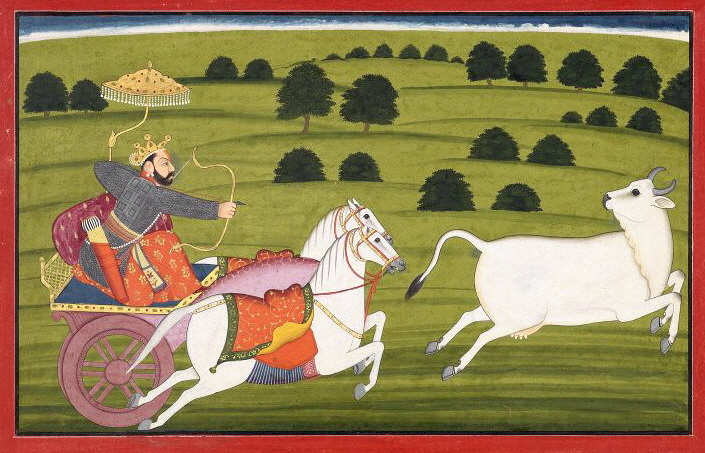
바가바타 푸라나에 실린 마나쿠의 삽화, 서기 18세기. 대지의 여신은 후기 베다 이후의 경전에서 부데비로 불리지만, 프리티비라는 용어는 여전히 중요한 별칭으로 남아있다. 푸라나에 따르면, 대지는 비슈누 신의 화신인 프리투 왕에 의해 암소의 형태로 길들여진 후 이 별칭을 얻었다.

프리티비는 지구와 대지의 여신을 모두 나타내는 가장 빈번한 베다어이다. 또한 시적인 표현으로는 kṣā́m ... pṛthivī́m('넓은 지구')이 있다. 프리티비(Pṛthivī, 산스크리트어: पृथि्वी)라는 이름은 원시 인도유럽 신화에 뿌리를 두고 있으며, "넓은 자"를 의미하는 플투에위하(Plt̥h₂éwih₂)라는 별칭에서 유래했다. 이 용어는 지구의 광활하고 양육적인 본성을 강조하며, 베다의 프리티 마타("어머니 지구") 개념의 기초를 형성한다.
또 다른 연관성은 프리티와 신화적 인물인 프리투 (산스크리트어: पृथु, Pṛthu) 사이에서 발견된다. 프리투는 암소로 변신한 프리티비 여신을 쫓는다. 그의 이름은 '멀리, 넓게, 광활하게'를 의미하며, 후기 경전에서는 프리티비라는 용어가 그의 이름에서 유래한 지구의 부칭으로 취급된다.
프리티 여신은 다양한 종교적 전통, 특히 베다 및 불교적 맥락에서 여러 별칭으로 불린다. 이러한 별칭들은 그녀의 양육하고 지탱하며 보호하는 자질과 진실, 비옥함, 풍요로움과의 연관성을 강조한다. 프리티비에 사용되는 주요 별칭 중 일부는 다음과 같다.
- 부미 – '흙'. 이 베다 시대의 별칭은 후기 힌두교에서 그녀의 주요 이름이 된다.[4]
- 비슈바가르바 – '세계의 자궁'
- 메디니 – '비옥한 자'
- 자니트리 – '탄생지'
- 비슈바삼 – '모든 것의 원천'
- 비슈밤슈 – '모든 것의 생산자'
- 다트리 – '양육하는 어머니'
- 다리트리 – '양육자'
- 비슈바다야 – '모든 것을 양육하는 자'
- 프리슈니 – '식물의 어머니'
- 바나스파티남 그르비르 오샤디남 – '산림수와 약초의 자궁'
- 스타바라 – '안정된 자'
- 드리다 – '견고한 자'
- 크샤마 – '인내하는 자'
- 다라 – '지탱하는 자'
- 비슈밤바라 – '모든 것을 지탱하는 자'
- 비슈바다리니 – '모든 것을 지지하는 자'
- 라트나가르바 – '보석의 보고'
- 라트나바티 – '보석이 풍부한 자'
- 바순다라 – '보물의 운반자'

## 베다 경전에서
프리티비라는 용어의 세 가지 측면이 베다 경전에 나타난다. 그녀는 물리적 지구이자 보편적인 창조의 어머니이며, 우주 형성 과정에서 형성된 물질적 존재이다.

### 리그베다
리그베다에서 프리티비 여신은 주로 지구와 연관되며, 인간의 존재가 펼쳐지는 지상 세계를 나타낸다. 그러나 프리티비는 홀로 묘사되는 경우가 드물다. 그녀는 대부분 하늘을 상징하는 남성 신 디아우스와 짝을 이룬다. 프리티비와 디아우스의 결합은 디아바프리티비(Dyavaprithivi)라는 이중 존재를 형성하며, 하늘과 땅의 상호 연결성을 상징한다. 리그베다에서 그들의 통일성은 매우 근본적이어서, 프리티비는 거의 따로 언급되지 않으며, 둘은 세상의 중심점(리그베다 1.185.5)에 키스하는 것으로 묘사된다. 그들의 상호 관계는 신성하며, 두 신은 서로를 보완한다(4.56.6). 함께 그들은 세상(1.159)과 신들(1.185)을 창조한 보편적인 부모로 간주된다.
이 신성한 동반 관계에서 디아우스는 자주 아버지로 불리며, 프리티비는 어머니로 인정된다. 특정 찬가에서는 둘이 한때 불가분이었지만 나중에 바루나의 명령(6.70)으로 헤어졌다고 암시된다. 그럼에도 불구하고, 그들의 연결은 강하게 유지되며, 디아우스는 비를 통해 지구(프리티비)를 비옥하게 하지만, 어떤 경우에는 둘 다 이러한 영양 공급(4.56)에 기여하는 것으로 인정된다. 프리티비는 주로 지구와 연관되지만, 때로는 하늘과의 연관성이 불분명할 때도 있다. 디아우스와 프리티비는 여러 신들, 특히 우샤스의 부모로 언급되지만, 목록은 텍스트 전체에서 일관적이지 않다.
모성적이고 생산적인 속성 외에도 프리티비(종종 디아우스와 함께)는 그녀의 굳건한 지지력으로 숭배받는다. 그녀는 견고하고 모든 존재하는 것을 지탱하며(1.185), 모든 것을 포괄하며(6.70), 넓고 광대하다(1.185)고 묘사된다. 그녀는 일반적으로 움직일 수 없는 존재(1.185)로 특징지어지지만, 다른 구절에서는 자유롭게 움직일 수 있다(5.84)고 묘사된다. 프리티비와 디아우스는 또한 종종 부, 번영, 힘(6.70)을 위해 불린다. 그들이 생산하는 비는 풍부하고 충만하며 비옥하다(1.22)고 칭찬받으며, 종종 해로움으로부터 보호하고, 죄를 용서하며(1.185), 기쁨을 가져다주도록(10.63) 요청받는다. 함께 프리티비와 디아우스는 풍요와 안전의 광대하고 안정적인 영역을 나타내며, 이는 우주 질서(르타)에 의해 통치되며, 그들이 양육하고 지탱한다(1.159). 그들은 고갈되지 않고 잠재적인 생명으로 가득 차 있다(6.70)고 간주된다.
장례 찬송가에서 프리티비는 연민 많고 온화한 어머니로 묘사되며, 사망자는 그녀의 무릎으로 돌아오라고 요청받는다. 그녀는 마치 어머니가 자녀를 옷으로 부드럽게 덮듯이 사망자를 가볍게 덮어달라고 간청받는다(10.18.10-12).

### 아타르바베다
프리티비는 아타르바베다에서 광범위하게 칭송되며, 모든 창조물의 여왕으로 숭배된다. 그녀는 바다의 첫 번째 물로 언급되어 존재의 원시 요소와 연결된다. 이 묘사는 생명과 우주의 창조에서 그녀의 근본적인 역할을 강화하며, 그녀를 비옥함, 풍요, 생계와 연결시킨다. 아타르바베다는 프리티비를 향기롭고 생명을 주는 힘으로 강조하지만, 죽음과 질병과 같은 내재된 위험이 이 창조적 힘을 동반한다는 것도 인정한다. 이러한 이중성은 지구가 생명을 지탱하면서도 파괴와 어려움을 가져올 수 있다는 점을 강조하며, 자연계의 창조와 해체 사이의 균형을 나타낸다. 이러한 위험을 피하거나 완화하기 위해 기도, 희생, 부적 착용과 같은 다양한 의식이 수행되었다. 이는 프리티비의 막대한 힘과 헌신과 의례적인 달래기를 통해 그녀와 조화를 유지할 필요성을 인식했음을 나타낸다.
아타르바베다의 한 찬가는 프리티비가 무한함을 상징하는 여신 아디티에게서 발아했다고 주장한다. 아디티는 종종 리그베다에서 신들의 어머니로 간주되는데, 이는 프리티의 생명을 주는 힘으로서의 역할을 더욱 강조한다. 이러한 연결은 프리티비를 우주 질서 및 비옥함과 일치시키며, 베다 사상에서 더 큰 신성한 모성의 틀 안에 그녀를 배치한다. 초기 베다 경전과 유사하게, 아타르바베다는 종종 프리티비를 하늘의 신 디아우스와 함께 짝을 이루어 제시한다. 이 짝은 하늘과 땅의 통일성을 상징하며, 디아우스는 비를 통해 프리티비를 비옥하게 하여 생명이 싹트게 한다. 함께 그들은 지구의 생명을 창조할 뿐만 아니라 신들의 탄생에도 책임이 있는 보편적인 부모를 형성한다.
리그베다에서처럼 프리티비는 소에게서 젖을 주는 특성 때문에 가우리(Gauri)라고 불리는 소와 연관된다. 소는 양육과 모성의 상징으로 여겨지며, 프리티비와의 이러한 연결을 자연스럽게 만든다. 지구 자체는 소에 비유되며, 송아지는 다른 신들(아그니와 바유 등)로 표현되어 자연과 신성함의 상호 연결성을 상징한다.

#### 프리티비 숙타
베다 문헌에서 프리티에 대한 가장 광범위한 칭송은 프리티비 숙타(아타르바베다 12.1)에 있다. 리그베다에서 그녀가 거의 항상 디아우스와 짝을 이루는 것과 달리, 프리티비 숙타는 오직 그녀에게만 헌정된다. 이 찬가에서 프리티는 독립적이고 강력한 여신으로 간주된다. 그녀의 배우자는 강력한 신 인드라이며, 그는 그녀를 해로부터 보호한다고 한다. 비슈누, 파르잔야, 프라자파티, 비슈바카르마와 같은 다른 신들도 그녀와 관련하여 중요한 역할을 한다. 비슈누는 그녀의 광대한 영역을 가로지른다고 하며, 아그니는 그녀의 존재에 스며든다고 한다.
다양한 남신들과의 밀접한 연관성에도 불구하고, 이 찬가는 프리티비의 본질적인 위대함과 비옥함을 강조한다. 그녀는 모든 식물 생명, 특히 작물의 원천이자 모든 살아있는 생물의 양육자로 칭송된다. 프리티비는 인내심 있고 회복력이 강하며, 덕 있는 자와 악인, 신과 악마 모두에게 양식을 제공한다고 묘사된다. 그녀의 양육 역할은 그녀가 모든 것의 어머니로 반복적으로 불리며, 어머니가 자녀에게 젖을 먹이듯이 양식을 제공하도록 요청받는 것으로 더욱 강조된다. 그녀는 모든 살아있는 존재에게 간호사로 비유되며, 그녀의 젖가슴은 생명을 주는 꿀로 가득 차 있다.
찬가에서 프리티비의 생명 유지 에너지는 물리적 영역을 넘어선다. 그녀는 남성과 여성 모두의 향기에서 나타나고, 남성의 운과 광채를 구현하며, 처녀들의 활기찬 에너지를 대표한다고 한다. 찬가는 또한 프리티비의 축복을 통해 장수를 보장하며, 그녀의 양육적인 자질이 생명과 번영의 중심임을 강조한다.

### 야주르베다

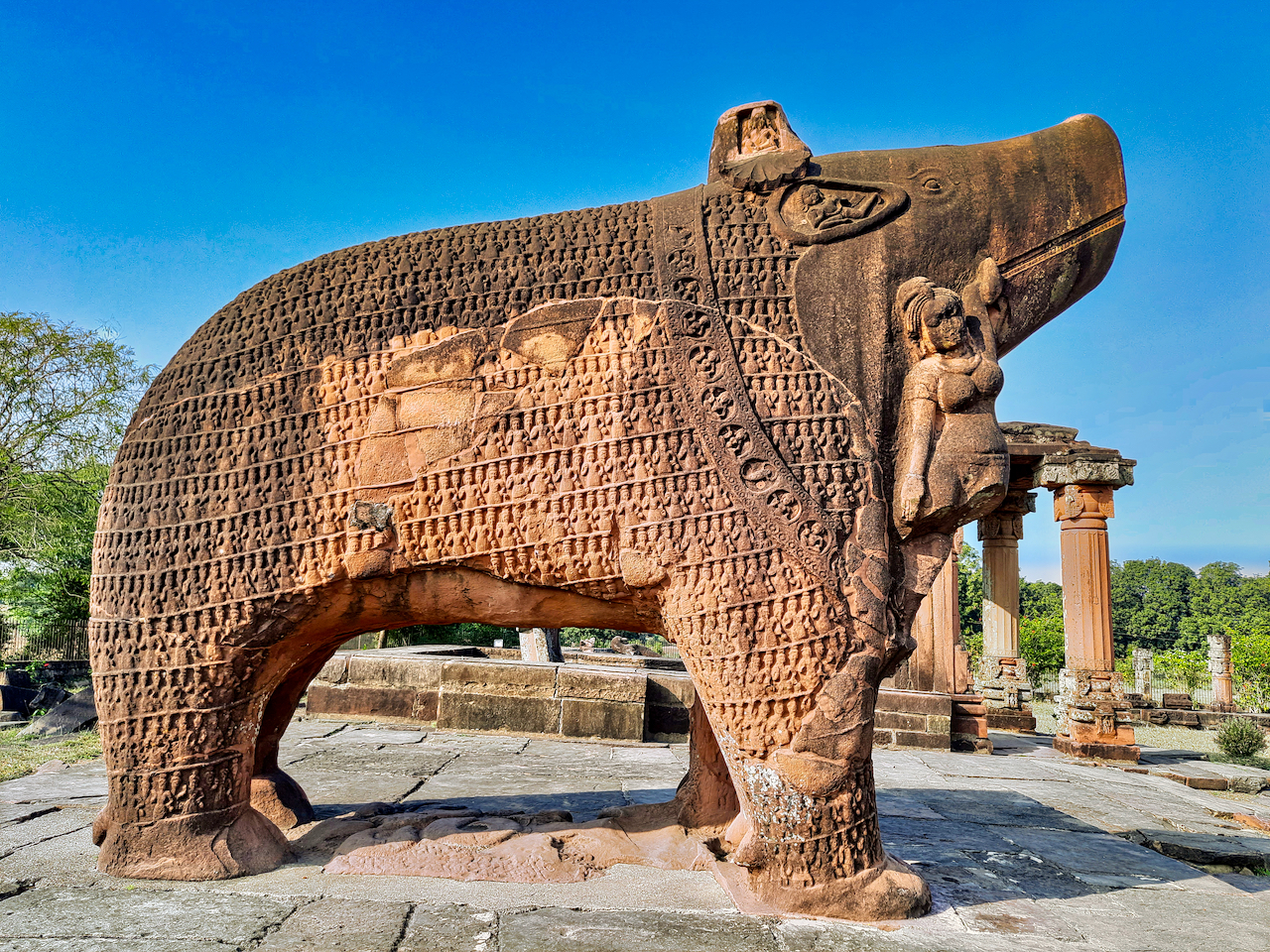
야주르베다는 가장 초기 형태의 바라하 신화를 소개한다. 이 신화에서 멧돼지는 원시 바다에서 지구를 들어 올린다. 에란의 6세기 거대한 바라하는 가장 초기 완전한 동물형상 조각상 중 하나이며, 부미(Bhumi)가 그 엄니에 매달려 있다.

프리티비의 역할은 우주 형성 신화, 특히 야주르베다에서 창조 과정에서 중요한 부분을 차지한다. 야주르베다에서 지구는 창조 시작 시점에 우주 바다에 잠겨 있다가 멧돼지가 물속으로 뛰어들어 지구를 표면으로 끌어올려 창조가 펼쳐질 수 있게 한다.
타이티리야 삼히타는 위 야주르베다 신화를 확장하며 지구가 물에서 창조되었다고 설명하고, 아타르바베다 12.1.8절은 프리티비가 원래 물(살릴라)이었다고 명시한다. 이러한 우주 형성 역할은 지구를 더 추상적인 물에서 형성된 첫 번째 물질적 존재로 위치시키며, 창조의 필수적인 단계를 나타낸다.
이 신화는 후에 비슈누의 바라하(멧돼지) 아바타라의 서사적 신화의 씨앗이 된다. 이 신화에서 지구(프리티, 현재는 부미라고 불림)는 대양의 깊이에서 구출된다. 이 신화는 후에 힌두교 도상학의 중요한 부분이 되었으며, 비슈누는 멧돼지 형태로 부미를 우주 물에서 들어 올린다. 이 서사는 후기 신화에서 프리티비의 취약성과 신의 보호 필요성을 강조하며, 지구와 신들 사이의 역동성을 더욱 반영한다.

### 브라마나
샤타파타 브라마나에서 프리티비의 창조는 더욱 상세하게 설명된다. 창조신 프라자파티는 원시 알의 껍질을 압축하여 물속으로 던지고, 이는 점토, 진흙, 모래, 바위와 같은 물질로부터 지구의 형성으로 이어진다. 지구는 그 후에 펼쳐져 세계의 기반이 되며, 우주의 물질적 기반으로서 프리티비의 역할을 강조한다.
리그베다와 마찬가지로, 샤타파타 브라마나도 화장 후 사망자의 뼈를 땅에 안치하는 의식에 대한 언급을 포함한다. 칸다 XIII,8,3,3에 따르면, "사비트르가 그대의 뼈를 어머니의 무릎에 안치하소서 [māturupastha]." 사비트르는 그대의 뼈를 어머니 [māturupastha], 이 지구 [pṛthivyai]의 무릎에 안치한다. "오 지구여, 그대에게 은혜를 베푸소서!"라고 말한다.
프리티와 다른 우주적 힘의 관계는 브라마나에서도 분명하게 나타나는데, 여기서 그녀는 신들의 어머니인 아디티와 동일시된다. 브라마나에서는 아디티와 프리티비가 종종 혼동되며, 둘 다 우주의 물리적 현현을 나타낸다. 아디티는 우주적 어머니로서의 정체성을 유지하는 반면, 프리티비는 모든 생물이 살아가는 구체적이고 양육적인 땅인 지구를 상징한다. 후기 브라마나에서는 프리티비가 물보다 덜 추상적이지만, 창조의 물질적 기질의 현현으로 유사하게 간주된다. 그녀는 더 이상 디아우스와 짝을 이루지 않고 프라자파티와 함께하며, 그는 우주 형성 과정에서 그녀의 짝이 된다. 이러한 변화는 그녀의 정체성이 초기 베다 묘사에서 신성한 짝의 일부로서 디아우스와 밀접하게 연관되었던 것에서 물리적 우주를 구현하는 대지의 여신으로서의 후기 역할로 변화했음을 반영한다.

## 포스트 베다 경전에서

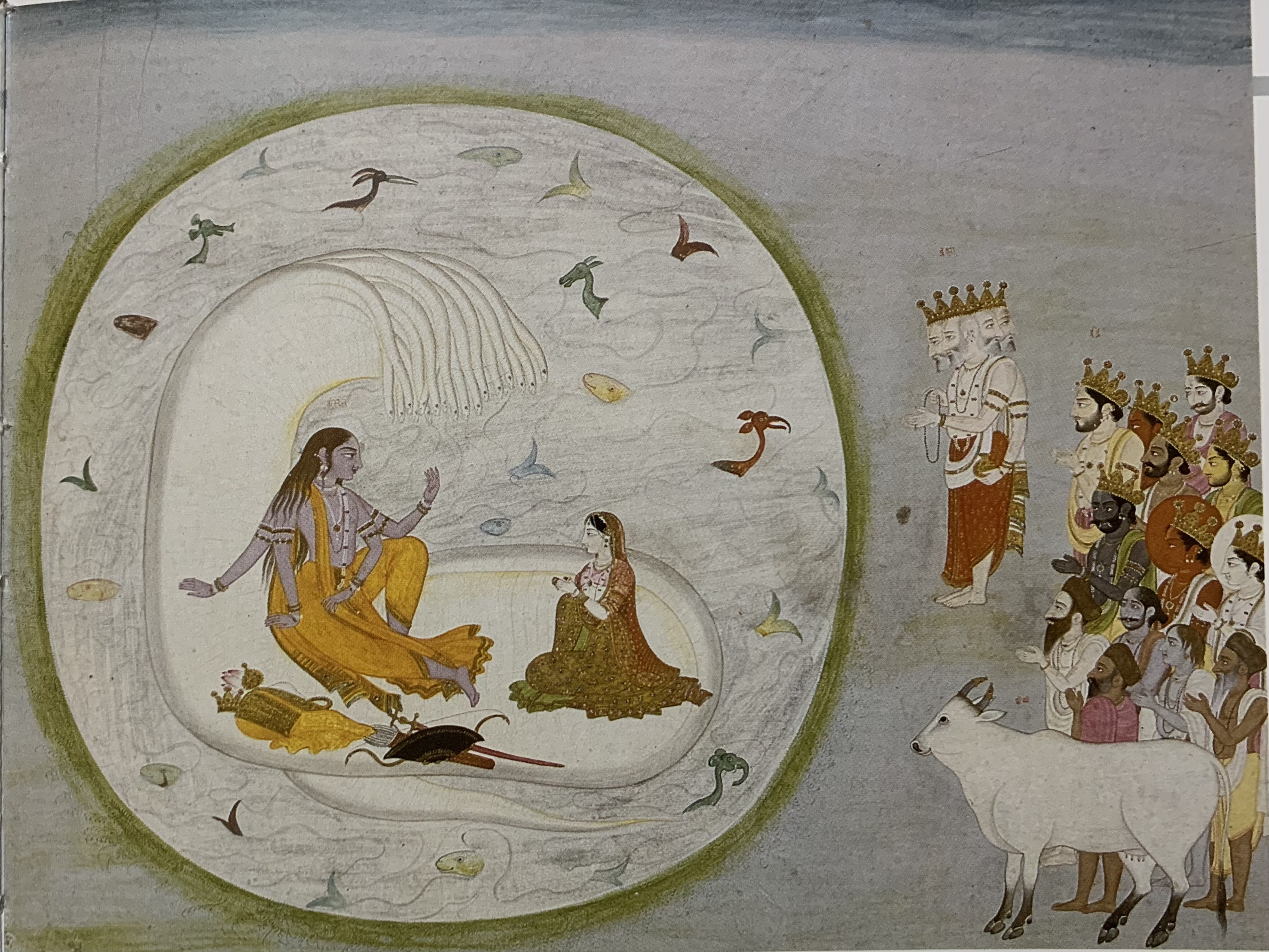
바가바타 푸라나의 삽화로, 암소 형태의 대지의 여신이 다른 신들과 함께 비슈누 (뱀 위에 그의 배우자 락슈미와 함께 앉아 있음)에게 지구의 악을 파괴하여 고통을 덜어달라고 간청하는 모습을 묘사한다.

포스트 베다 힌두 신화에서 대지의 여신 프리티비는 중요한 존재감을 유지하지만, 그녀의 역할은 변화를 겪는다. 베다 시대에는 프리티가 실제 지구이자 안정성, 비옥함, 모든 생명의 양육 기반을 구현하는 신성한 존재로 숭배되었다. 힌두교 전통이 발전하면서 프리티는 일반적으로 부미 또는 부데비("지구인 여신")로 알려지게 되었다. 부데비는 비슈누파 신화에서 중심적인 역할을 하는데, 종종 악의 세력, 악마 또는 부패한 통치자들에게 억압받는 간청자로 묘사된다. 이 이야기들은 그녀가 비슈누에게 도움을 요청하는 모습을 자주 묘사하며, 이에 비슈누는 다양한 아바타라 또는 화신을 통해 개입하여 그녀의 고통을 덜어주고, 대지의 여신과 우주 보호자 사이의 유대를 재확인한다. 도상학에서 부미는 종종 그녀의 배우자 바라하, 즉 비슈누의 멧돼지-인간 화신의 엄니에 매달린 아름다운 여성으로 묘사된다. 또는 비슈누는 종종 부데비와 스리-락슈미 사이에 서서 지구와 번영을 모두 보호하는 모습을 상징한다.
부데비는 계속해서 숭배받지만, 후기 신화에서 그녀의 역할은 모든 생명을 지탱하는 안정적이고 비옥한 땅으로서의 베다적 지구 묘사와는 달라진다. 리그베다 찬송가에서 프리티비는 그녀의 무한한 비옥함과 모든 생물을 지탱하는 능력으로 칭송된다. 그러나 중세 문헌에서는 이러한 자질이 샤캄바리, 락슈미, 마하데비와 같은 다른 여신들에게 전이되는 반면, 부데비의 주요 역할은 악의 무게에 짓눌려 신성한 개입을 구하는 고통받는 지구의 역할이 된다. 이러한 변화는 부데비가 비옥하고 생명을 지탱하는 지구의 화신에서 위기 시 신성한 지원을 필요로 하는 더 취약한 존재로 진화했음을 강조한다.

## 의미와 영향

### 프라크리티
프리티비의 개념은 상키야 학파 사상과 후기 힌두 철학의 근본이 되는 프라크리티-푸루샤 이원론과도 교차한다. 데이비드 리밍, 크리스토퍼 피 및 기타 학자들은 프리티가 프라크리티의 현현으로 볼 수 있다고 지적한다. 프라크리티는 물질적, 여성적 원리로, 창조의 원천이자 현현된 우주의 기초이다. 프라크리티는 종종 의식 또는 정신을 나타내는 남성적 원리인 푸루샤와 짝을 이룬다. 왕구는 이러한 짝짓기가 베다 문헌의 초기 디아우스-프리티 이원론의 발전으로 이해될 수 있다고 지적한다. 여기서 디아우스(하늘)와 프리티(지구)는 보편적인 부모였다. 이 후기 철학적 맥락에서 프리티는 프라크리티로서 푸루샤의 의식을 현현으로 이끄는 물질적 에너지를 나타낸다.
따라서 프라크리티-푸루샤 개념에서 프리티비의 역할은 단순히 양육하는 대지 어머니 이상으로 확장된다. 그녀는 우주의 형이상학적 이해에서 중심적인 인물이 되며, 세상을 구체적으로 만드는 역동적이고 창조적인 힘을 상징한다. 이 철학적 사상은 힌두 우주론 전체에 울려 퍼지며, 여신을 우주 창조, 보존, 해체의 과정과 연결시킨다.

### 국가적 상징
데이비드 킨슬리는 그의 분석에서 프리티비 마타의 개념이 후기 전통, 특히 인도 민족주의 운동의 강력한 상징이 된 바라트 마타 (어머니 인도)의 맥락에서 어떻게 변화하는지 논한다. 킨슬리는 땅을 신성하게 여기는 숭배가 초기 베다 찬송가에서부터 현대 인도 자체를 신성한 어머니 형상으로 개념화하는 것까지 이어진다고 강조한다. 삶을 양육하고 지탱하는 대지 여신으로서 프리티비 또는 부데비의 이미지는 인도 독립 운동 동안 국가적 의인화로 쉽게 전환되었다. 이 현대적 묘사는 지구가 단순한 물리적 존재가 아니라 살아있는 양육적인 힘이라는 고대 사상에 기반을 둔다. 킨슬리는 이를 반킴 찬드라 차토파디아야의 소설 아난다마트와 연결하는데, 이 소설에서 여신은 조국의 상징으로 나타나고, 헌신자들은 어떤 대가를 치르더라도 그녀를 보호해야 한다고 촉구받는다. 이는 보호적이고 양육하는 어머니 형상으로서 프리티비의 역할의 연속성을 반영하며, 이번에는 인도 아대륙 자체를 구현한다.
강력한 역사적 힌두교의 영향으로 프리티비라는 이름은 인도네시아의 나라 의인화에도 사용되며, 그곳에서는 이부 페르티위로 불린다.

## 불교에서
프리티비는 불교로 받아들여져 중요한 역할을 하며, 초기 불교에서 팔리어 경전에 등장하는 최초의 여신으로 간주된다. 그녀의 본질적인 자질, 즉 양육하고 지탱하며 우주 질서를 유지하는 능력은 그대로 유지되었지만, 그녀의 역할은 불교 우주론에 맞게 변형되었다.

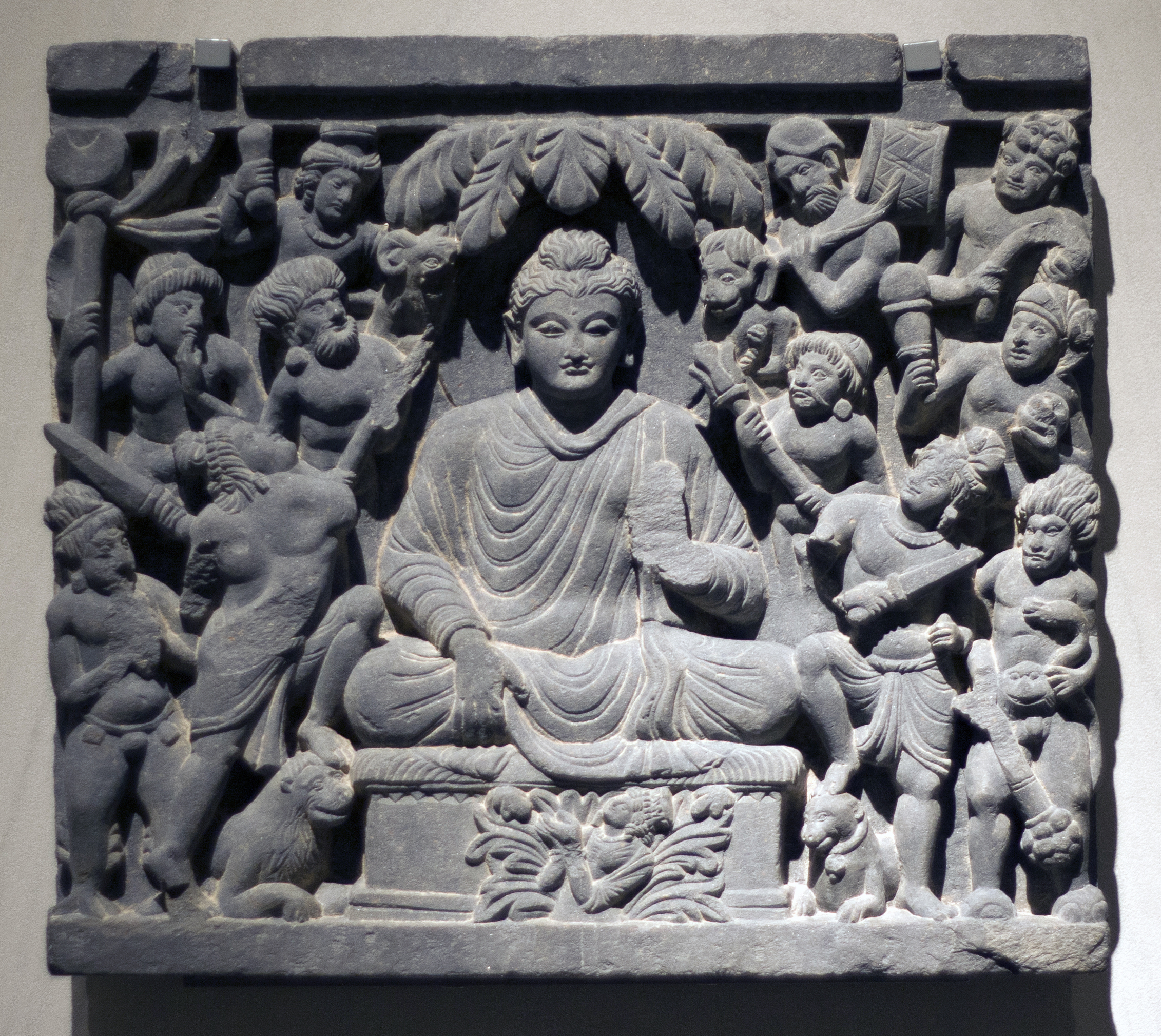
서기 3세기 간다라 조각상으로, 부처가 프리티비를 부르는 모습을 묘사하며, 프리티비는 부처의 좌석 아래 땅에서 솟아나는 모습으로 나타나 있다.

불교 전통에서 프리티비의 가장 두드러진 역할은 석가모니의 깨달음의 순간, 즉 마라비자야 (마라에 대한 승리) 때이다. 보살 싯다르타 고타마가 보리수 아래에서 명상할 때, 악마의 왕 마라는 그의 가치를 의심하고 군대를 보내 그를 방해함으로써 그의 깨달음을 막으려 했다. 마라가 싯다르타에게 그의 과거 선행에 대한 증거를 제시하라고 도전했을 때, 보살은 오른손으로 땅을 만져 "땅을 만지는 자세" (부미스파르샤 무드라)를 취하며 프리티비를 증인으로 불렀다. 프리티비는 땅에서 나타나 마라의 군대를 흩어지게 했다. 이 행동은 싯다르타의 깨달음을 향한 여정이 수많은 전생 동안 그가 살아온 윤리적이고 자비로운 삶에 뿌리를 둔 정당한 것임을 확인시켜 주었다. 프리티비를 증인으로 부름으로써 싯다르타는 깨달음이 단순히 영적인 성취가 아니라 지구에서의 행동과 깊이 연결되어 있음을 보여주었다. 니단카타와 같은 이야기의 일부 버전에서는 그녀가 보살의 미덕에 대해 구두로 증언했다. 마하바스투와 같은 다른 기록에서는 그녀의 반응이 더 물리적이었으며, 그녀가 땅을 흔들어 마라의 군대를 겁에 질리게 했다. 방광대장엄경에서 프리티비는 수행하는 여신들과 함께 땅에서 몸을 드러낸다. 그녀의 존재와 그에 따른 땅의 흔들림은 마라의 군대를 물리치고 부처가 깨달음을 얻는 데 필요한 평화로운 환경을 조성했다.
프리티비의 역할은 도덕적 증인을 넘어선다. 그녀는 또한 부처가 해탈을 얻은 깨달음의 왕좌와 밀접하게 연결되어 있다. 지구의 배꼽 또는 바즈라사나라고도 불리는 이 상징적인 위치는 영적 영역과 물질적 영역이 만나는 세계의 중심으로 간주된다. 프리티비가 이 장소와 연관되어 있다는 것은 부처의 여정에서 그녀의 중요성을 의미한다. 석가모니불이 깨달음을 얻을 수 있었던 곳은 지구에서 가장 안정적이고 신성한 이 정확한 위치뿐이었다. 이러한 의미에서 프리티비는 도덕적 지원뿐만 아니라 부처의 최종 깨달음을 위한 물리적 기반을 제공한다.

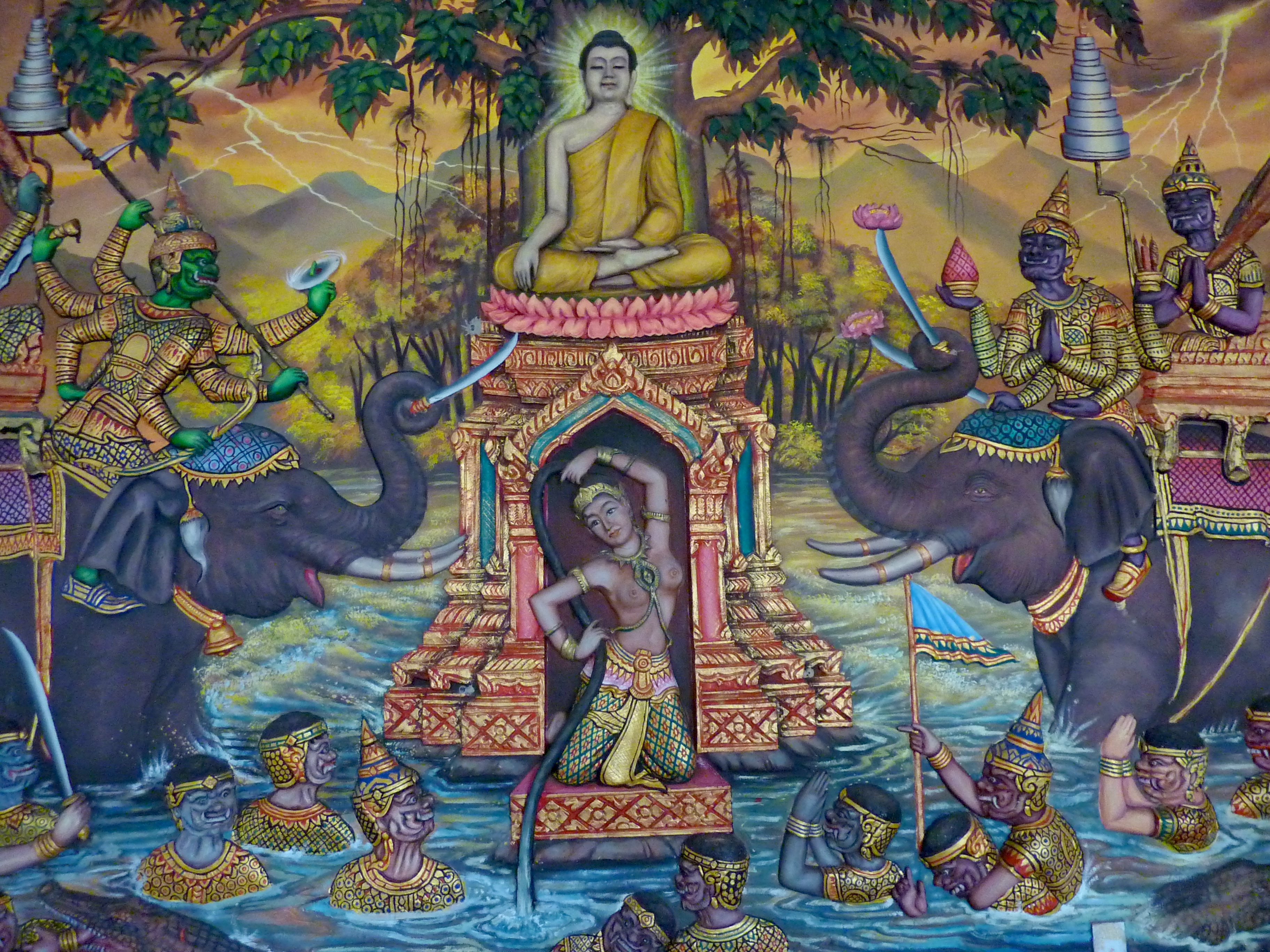
마라의 악마들로부터 부처를 구하는 프리티비를 보여주는 태국 그림

불교 미술에서 프리티비는 종종 부처가 깨달음을 얻는 순간 그의 좌대 아래에 묘사된다. 간다라의 1세기에서 3세기 CE 부조에서는 그녀가 머리와 몸통이 보이는 모습으로 땅에서 솟아나는 모습이 자주 묘사되어 자연과의 연결성과 안정화하는 힘으로서의 역할을 상징한다. 그녀는 때때로 보석이나 연꽃이 넘쳐나는 풍요의 항아리를 들고 있는 모습으로 나타나며, 그녀의 풍요와 양육적인 자질을 상징한다.
후에 굽타 시대 (4세기에서 6세기 CE)에는 프리티비가 영적이고 물질적인 부를 양육하는 것을 상징하는 그릇을 들고 있는 모습으로도 묘사된다. 동남아시아의 일부 전통에서는 그녀가 머리에서 물을 짜내 마라의 군대를 익사시키는데, 이는 부처가 여러 생애 동안 축적한 영적인 공덕을 상징한다.
중국의 불교에서는 그녀가 이십사 제천 (二十四諸天 Èrshísì zhūtiān) 중 한 명으로 간주되며, 일반적으로 다른 천신들과 함께 불교 사찰의 대웅전에 모셔져 있다.